# Neoderomyia
Neoderomyia is een vliegengeslacht uit de familie van de roofvliegen (Asilidae).

## Soorten
- N. fulvipes (Philippi, 1865)